# Uvala (Istočni Drvar, BiH)
Uvala je naseljeno mjesto u općini Istočni Drvar, Republika Srpska, BiH.

## Povijest
Do potpisivanja Daytonskog mirovnog sporazuma bilo je u sastavu općine Drvar koja je ušla u sastav Federacije BiH.

## Stanovništvo
Nacionalni sastav stanovništva 1991. godine, bio je sljedeći:
ukupno: 33
- Srbi - 33 (100%)

### 2013.
Nacionalni sastav stanovništva 2013. godine, bio je sljedeći:
ukupno: 38
- Srbi - 38 (100%)

## Vanjske poveznice
- Satelitska snimka  Arhivirana inačica izvorne stranice od 22. ožujka 2021. (Wayback Machine)